# Нижняя Калифорния
Ни́жняя Калифо́рния (исп. Baja California; испанское произношение: [ˈbaxa kaliˈfornja]), полное наименование: Свобо́дный и Сувере́нный Штат Ни́жняя Калифо́рния (исп. Estado Libre y Soberano de Baja California) — самый северный штат Мексики, расположен на севере полуострова Калифорния. На севере штата проходит государственная граница с США (штат Калифорния). До образования штата данная территория была известна как Ни́жняя Калифо́рния (Се́верная).

## Этимология
Этимология топонима точно не установлена. Согласно наиболее распространённой версии, название появилось из-за одной из самых известных картографических ошибок в истории, связанной с мифическим островом Калифорния. В 1533 году на юго-восточную оконечность полуострова высадились испанцы под командованием Фортуна Хименеса; предположительно, он и дал полуострову (принятому им за остров) название «Калифорния» (исп. California), заимствованное из популярного в то время рыцарского романа «Деяния Эспандиана». По другой версии, полуостров в 1535 году открыл Э. Кортес, воодушевлённый романом Родригеса де Монтальво, и присвоил ему название «Санта-Крус» («Святой Крест»), но затем это название, как уже неоднократно использованное в Новом Свете, было заменено на «Калифорния». Во всяком случае, на карту Д. Кастильо 1541 года уже было нанесено название «Калифорния». Испанские колонии Калифорнии в 1804 году были разделены на Верхнюю (Alta) и Нижнюю (Baja) Калифорнии. В связи с низкой плотностью населения, после образования в 1821 году независимой Мексики они стали территориями, а не штатами. В результате американо-мексиканской войны 1846—1848 годов, по договору Гвадалупе-Идальго Верхняя Калифорния отошла США, а Нижняя — Мексике.

## География
На западе штат омывается Тихим океаном, на востоке — Калифорнийским заливом, а также примыкает к штату Сонора, на юге граничит со штатом Южная Нижняя Калифорния. Площадь штата составляет 70 113 км² (3,57 % всей территории Мексики).

## История

### Первые поселенцы
Первые люди появились на этой территории 11 000 лет назад, вероятно, двигаясь вдоль тихоокеанского побережья со стороны Аляски. К моменту появления европейцев, на полуострове проживали две основные группы коренных жителей. На юге полуосторова жили индейцы племени кочими, монки, гуайкура и перику, на севере — племена хоканской языковой группы: киливи, паипаи, кумеяй, кокопа и квечаны. Эти племена по-разному адаптировались к данной местности. Племя кочими в центральной пустыне полуострова часто кочевало и занималось охотой и собирательством, а на острове Седрос к западу от полуострова развило неплохую экономику, связанную с морем. На севере полуострова климат более мягкий, и более густо населяющие эту территорию племена киливи, паипаи и кумеяй вели там оседлый образ жизни, также занимаясь охотой и собирательством. Кокопа и квечаны занимались земледелием в пойме реки Колорадо.

### Приход европейцев
Первые европейцы появились на этой территории в 1539 году, когда испанский мореплаватель Франсиско де Ульоа произвёл рекогносцировку восточного побережья Калифорнийского залива и исследовал западное побережье вплоть до острова Седрос. Другой испанский мореплаватель Эрнандо Руис де Аларкон в 1540 году высадился на восточном берегу полуострова и достиг нижнего течения реки Колорадо, а в 1542 году Хуан Родригес Кабрильо закончил рекогносцировку западного побережья. В 1602 году Себастьян Висканьо вновь исследовал эти земли, но далее в XVII веке европейцы этот полуостров почти не посещали.
Иезуиты основали здесь свою первую колонию в 1697 году, на месте нынешнего местечка Лорето. За последующие десятилетия они значительно распространили своё влияние на большую часть современного штата Нижняя Калифорния Южная. В 1751—1753 годах хорватский иезуит, миссионер Фердинанд Кончак совершил путешествие на север полуострова, на территорию нынешнего штата. Миссии иезуитов (редукции) среди кочими были последовательно основаны в Санта-Гертрудисе (1752), Сан-Борже (1762) и Санта-Марии (1767).
После преследования иезуитов со стороны испанской короны в 1768 году при недолгом францисканском управлении (1768—1773) была основана только одна редукция — Сан-Фернандо-Величата (San Fernando Rey de España de Velicatá). В 1769 году экспедиция Гаспара де Портолы и Хуниперо Серра впервые провела полномасштабное исследование земель северо-запада штата и основало миссию Альта-Калифорния в районе современного Сан-Диего (США).
Доминиканцы стали управлять миссиями в 1773 году. Они также основали ряд новых миссий среди кочими на севере и юманс на западе.

### XIX и XX века
В 1804 году Калифорнии были разделены на Верхнюю (Alta) и Нижнюю (Baja) по границе Францисканских и Доминиканских миссий. После завоевания Мексикой независимости, Калифорнии были включены в её состав. В 1850 году Верхняя Калифорния аннексирована Соединёнными Штатами. В 1853 году солдат удачи Уильям Уокер захватывает город Ла-Пас и объявляет себя президентом республики Южная Калифорния. Мексиканское правительство заставляет его отступить спустя несколько месяцев. В 1905 году на этой территории образован «Революционный рабочий союз» под началом Рикардо Флорес Магона, сторонников которого называли магонистами. В 1911 году города Мехикали и Тихуана захвачены Либеральной партией Мексики, но вскоре освобождены федеральными войсками. В 1930 году Нижняя Калифорния разделилась на Северную и Южную территории. В 1931 Нижняя Калифорния, северная её часть, стала федеральной территорией. В 1952 году Северная Нижняя Калифорния становится 29-м штатом Мексики. Территория южнее 28° сев. широты остаётся под федеральным управлением. Первым губернатором штата стал А. Гарсия Гонсалес (Alfonso García González) от право-социалистической Институционно-революционной партии (PRI). В 1974 году Южная территория становится 31-м мексиканским штатом (Южная Нижняя Калифорния). В 1989 году Эрнесто Руффо Аппель становится первым со времён Мексиканской революции губернатором штата, не принадлежащим к правящей институционно-революционной партии, таким образом, к власти пришла консервативная Партия национального действия (PAN), которая не упускала с тех пор власть из своих рук.

## Население
Население штата составляет 3 155 070 человек (данные 2010 года), что гораздо больше, чем в соседней Нижней Калифорнии Южной. Свыше 75 % населения штата проживает в двух крупнейших городах штата, суммарно — его столице, городе Мехикали, а также самом густонаселённом городе штата Тихуана. Оба эти города расположены близко к территории США. Другими крупными населёнными пунктами штата являются города Энсенада, Сан-Фелип, Плайас-де-Розарито и Текате. Население штата составляют не только метисы испанского и индейского населения, но также небольшие группы европейцев, выходцев из Восточной Азии, Ближнего Востока и Африки.
Местные жители называют себя «качанилья» (cachanilla) в честь имеющего свежий аромат растения, из которого первые поселенцы строили свои лачуги.

### Города и населённые пункты
Крупнейшие города штата Нижняя Калифорния:
- Мехикали (855 962 человека)
- Росарито (56 877 человек)
- Гуадалупе-Виктория (14 861 человек)
- Лос-Альгодонес (4021 человек)
- Ла-Румороса (1615 человек)
- Сан-Кинтин (5021 человек)
- Сан-Фелипе (14 831 человек)
- Текате (91 034 человек)
- Тихуана (1 286 187 человек)
- Экс-Эхидо-Чапультепек (7055 человек)
- Энсенада (460 075 человек)

## Административное деление

Административная карта Мексики.

Административная карта штата Нижняя Калифорния.

В административном отношении делится на 5 муниципалитетов.

## Экономика
Основными отраслями экономики являются экспортно-ориентированные производство и сборка, гостиничный бизнес и туризм, а также сельское хозяйство, животноводство и рыболовство. Что касается инфраструктуры, то штат имеет хорошие шоссейные, железные дороги, морские порты и аэропорты. Близость к американскому рынку привела к развитию многочисленных мелких сборочных производств (maquiladoras), которые поставляют свою продукцию на экспорт на американский рынок. Подписание в 1992 соглашения о свободной торговле с США (NAFTA) привело к укреплению экономических связей с США и Канадой. Стоит отметить, что треть всех макиладорас находятся именно в Нижней Калифорнии. Основные отрасли промышленности включают электронную, текстильную, химическую, деревообрабатывающую и автомобильную.

## Герб
Герб штата представляет собой фигурный щит с золотой каймой, украшенной волнами, обременёнными двумя рыбами, символизирующими два побережья Нижней Калифорнии и рыболовство. Центральное место щита занимает фигура священника с распростёртыми руками, который глядит на сельскохозяйственные и промышленные ландшафты. Священник символизирует первых миссионеров, которые начали селиться на территории современного штата и распространение Евангелия. В верхних углах щита имеются изображения женщины и мужчины, которые держат друг друга за руки, в которых — пучки света, как символ народной власти. В женских руках химические и измерительные приборы и инструменты, в руках мужчины книга — символ культуры и образования. Также в щите изображены горы, как символ горной промышленности, река Колорадо и пески пустыни Сонора. Венчает герб золотое восходящее солнце, на котором начертан девиз Trabajo y Justicia Social, который в переводе с испанского означает «Труд и Социальная Справедливость». Герб был принят 27 сентября 1956. Штат Нижняя Калифорния не имеет официально утверждённого флага. Часто используется белое полотнище с изображением герба в центре.

## Достопримечательности
- Наскальные рисунки полуострова Калифорния
- Мексиканская национальная астрономическая обсерватория